# Yui Sakai
Yui Sakai (jap. 酒井 裕唯, Sakai Yui; * 7. Dezember 1987 in der Präfektur Nagano) ist eine japanische Shorttrackerin.
Sie bestritt ihr internationales Debüt bei der Juniorenweltmeisterschaft 2005 in Belgrad, wo sie als bestes Resultat über 1500 m das Halbfinale erreichte. In der Saison 2005/06 startete Sakai schließlich erstmals im Weltcup. Ihr bestes Saisonresultat blieb ein Viertelfinaleinzug über 500 m. Bei der Juniorenweltmeisterschaft in Miercurea Ciuc erreichte sie über 1500 m und mit der Staffel zwei Halbfinals. Die Saison 2006/07 verlief für Sakai erfolglos. Sie startete bei zwei Weltcuprennen und bei der Juniorenweltmeisterschaft in Mladá Boleslav, konnte aber die Vorrunden nicht überstehen. In der folgenden Saison 2007/08 bestritt Sakai alle Weltcups und erreichte als beste Resultate über 1500 m zweimal ein Halbfinale. Sie nahm in Harbin an der Teamweltmeisterschaft teil, es war Sakais erster Einsatz bei einer internationalen Meisterschaft im Erwachsenenbereich. Sie belegte mit ihren Teamkolleginnen Rang sieben.
Erfolgreich lief für Sakai die Saison 2009/10. Im Weltcup erreichte sie über 500 m einmal ein B-Finale, mit der Staffel belegte sie in Seoul Rang zwei. Bei der Teamweltmeisterschaft in Bormio verpasste sie als Vierte knapp eine Medaille. Sakai qualifizierte sich für die Olympischen Spiele in Vancouver. Dort schied sie über 500 m im Vorlauf aus, mit der Staffel belegte sie Rang sieben. In der Saison 2010/11 konnte sich Sakai weiter steigern. Über 500 m erreichte sie in Montreal erstmals ein Finale, über 1000 m platzierte sie sich in Dresden auf Rang zwei und nahm erstmals in einem Einzelrennen eine Podestplatzierung ein. Bei der Weltmeisterschaft in Sheffield erreichte sie zweimal ein Viertelfinale, bei der Teamweltmeisterschaft in Warschau errang sie nur den achten und letzten Platz. In der Saison 2011/12 gelang Sakai der endgültige Durchbruch in die internationale Spitze. Sie erreichte über 500 m und 1000 m insgesamt fünf Podestplätze im Weltcup, darunter ihre beiden ersten Weltcupsiege. Weitere vier Podestplätze errang sie in der Staffel. Über 1000 m gewann sie den Disziplinweltcup. Weniger erfolgreich verlief die Weltmeisterschaft in Shanghai. Die Finalteilnahme im Rennen über 1500 m blieb ihr bestes WM-Resultat.